# Yórgos Theotokás
Yórgos Theotokás, ou Geórgios Theotokás (en grec moderne : Γιώργος Θεοτοκάς ou Γεώργιος Θεοτοκάς), né le 27 avril 1906 à Constantinople et mort le 27 avril 1966 à Athènes, est un romancier grec.

## Biographie
Il fit ses études à Athènes, Paris et Londres.
Il est l'auteur d'un essai Esprit libre (1929), manifeste de la génération littéraire des années 1930 critiquant la littérature grecque d'alors. Il fut l'ami de toute cette génération des années 1930, dont Georges Séféris avec qui il entretint une longue correspondance.
Dans cet essai, Yórgos Theotokás attaquait les tendances sclérosées de la littérature grecque de la fin du XIXe siècle avec son provincialisme et son réalisme superficiel. Il appelait à une conception plus aventureuse de la littérature et faisait de Íon Dragoúmis un précurseur.
On lui doit aussi trois romans avant la Seconde Guerre mondiale : Argo (1936) qui évoquait les difficultés pour la jeunesse de grandir dans une période troublée ; Le Démon (1938) et Leonís (1940).
Après guerre, il travailla pour le théâtre et fut même par deux fois directeur du Théâtre national de Grèce.